# آدولف فرسخورن
آدولف فرسخورن (انگلیسی: Adolph Verschueren; ۱۰ ژوئن ۱۹۲۲ – ۳۰ آوریل ۲۰۰۴) ورزشکار دوچرخه‌سواری پیست اهل بلژیک بود.
وی در مسابقات کشوری و بین‌المللی در مجموع برندهٔ ۳ مدال طلا شده‌است.